# Wander Moura
Wander do Prado Moura (né le 22 février 1969) est un athlète brésilien, spécialiste du steeple.

## Carrière
Il remporte le titre lors des Jeux panaméricains de 1995 en portant le record d’Amérique du Sud en 8 min 14 s 41.